# توبكس روبنسون
توبكس روبنسون مواليد 25 ديسمبر 1979 في الفلبين، هو مدرب كرة سلة فلبيني ولاعب سابق. بدأ مسيرته الاحترافية في سنة 1999. يدرب في الرابطة الفلبينية لكرة السلة. يبلغ طوله 5 قدم 7 بوصة (1.7 م). اعتزل اللعب في 2011. لعب مع ستار هوتشوتز وألاسكا أيسز.